# Triglachromis otostigma
Triglachromis otostigma – gatunek słodkowodnej ryby okoniokształtnej z rodziny pielęgnicowatych (Cichlidae), jedyny przedstawiciel rodzaju Triglachromis. Hodowany w akwariach.
Endemit jeziora Tanganika w Afryce Wschodniej. Jest tam szeroko rozprzestrzeniony. Zasiedla zarówno płytkie, jak i głębokie wody w pobliżu brzegów jeziora
Osiąga do 12 cm długości.